# راؤول أفيليس
راؤول أفيليس هو لاعب كرة قدم إكوادوري في مركز الهجوم، ولد في 17 فبراير 1964 في غواياكيل في الإكوادور. شارك مع منتخب الإكوادور لكرة القدم. أما مع النوادي، فقد لعب مع نادي إيميلك ونادي برشلونة ونادي سبورتينغ كريستال.

## وصلات خارجية
- راؤول أفيليس على موقع قاعدة بيانات كرة القدم.إي يو (الإنجليزية)
- راؤول أفيليس على موقع ناشيونال فوتبول تيمز (الإنجليزية)